# HD7341
HD7341 — хімічно пекулярна зоря спектрального класу A3, що має видиму зоряну величину в смузі V приблизно  9,5.
Вона  розташована на відстані близько 1194,7 світлових років від Сонця.

## Пекулярний хімічний вміст
Зоряна атмосфера HD7341 має підвищений вміст 
Si
.